# Diestota rufescens
Diestota rufescens är en skalbaggsart som beskrevs av Sharp 1880. Diestota rufescens ingår i släktet Diestota och familjen kortvingar. Inga underarter finns listade i Catalogue of Life.